# Windows Communication Foundation

De structuur van .NET Framework 3.0

De Windows Communication Foundation (afgekort tot WCF, voor de introductie aangeduid met de codenaam Indigo) is een op basis van service-georiënteerde architectuur ontworpen communicatieplatform voor gedistribueerde applicaties dat is opgenomen in het besturingssysteem Microsoft Windows. Het programmeermodel is ingebouwd in het .NET-framework van Microsoft. Door deze standaardisatie en het opnemen van een flink aantal eerder gebruikte methoden is de ontwikkeling van netwerkfuncties op het Windows-platform sinds de introductie van de Windows Communication Foundation in 2006 relatief eenvoudiger geworden. Mits goed toegepast heeft WCF zich bewezen als een veilige, betrouwbare en zekere methode om berichten tussen een veelheid van systemen uit te wisselen. 
De Windows Communication Foundation maakt sinds .NET Framework versie 3.0 (2006) deel uit van het .NET-framework. Het is vanaf Windows Vista tot en met Windows 10 (uitgekomen in 2015) beschikbaar voor alle versies van Windows.